# Georges Préfontaine
Georges Préfontaine, né le 26 mai 1897 à l'Isle-Verte et mort le 25 juin 1986 à Montréal, est un biologiste et médecin québécois. Il est aussi professeur à l'Institut de zoologie de l'Université de Montréal de 1927 à 1948 et directeur de 1934 à 1948.
Reconnu à la fois comme pionnier dans le domaine de la recherche en hydrobiologie et en ichtyologie, il joue un rôle important comme pédagogue et comme vulgarisateur scientifique. Depuis 1987, l'Association des biologistes du Québec remet annuellement le Prix Georges-Préfontaine.

## Biographie
Georges Préfontaine est né le 26 mai 1897 à l'Isle-Verte, dans le Bas-Saint-Laurent.
Il fait ses études secondaires (« cours classique ») au Collège de Joliette de 1911 à 1918, puis ses études de médecine à l'Université de Montréal de 1918 à 1923.
D'une très grande sensibilité, très doué pour la musique, esthète d'une vaste culture, c'est sans enthousiasme et en partie pour échapper à la conscription que Préfontaine aurait choisi la médecine.
Il complète en 1923-1924 deux certificats d'études supérieures, un en botanique et l'autre en chimie à la faculté des sciences de l'Université de Montréal, fondée à peine quelques années auparavant (1920). Il obtient une bourse de trois ans de la Fondation Rockefeller qui lui permet d'aller étudier à l'étranger accompagné de sa jeune épouse.
Il étudie ainsi à la Sorbonne et à l'Université de Strasbourg, ainsi qu'à Harvard.
À la surprise générale, il démissionne prématurément de toutes ses fonctions de l'Université de Montréal en automne  1948, en alléguant son mauvais état de santé.
En tirant parti de sa formation médicale et en se recyclant en bactériologie grâce à des cours aux universités de Montréal et McGill ainsi que par des stages pratiques, il devient directeur des laboratoires à l'hôpital Saint- Joseph-de-Rosemont. Il occupe ce poste jusqu'à sa retraite en 1972.
Il décède 14 ans plus tard, le 25 juin 1986, à Montréal.
Un musée d'histoire naturelle portant son nom est ouvert l'année d'après, le 3 septembre 1987 par l'Université de Montréal. Ce musée aujourd'hui n'existe plus, depuis 1995 semble-t-il.
Un prix de biologie décerné par l'Association des biologistes du Québec depuis novembre 1987 porte également son nom, le Prix Georges-Préfontaine.

## Ses étudiants
- Fernand Séguin
- Gustave Prévost
- Vianney Legendre
- Jean-Paul Cuerrier
- André Desmarais
- Albert Courtemanche